# Ктитор (патрон)
Кти́тор (від грец. κτήτωρ — «будівничий», «засновник») — особа, на кошти якої збудовано або заново убрано (іконами, фресками) православний храм чи монастир. «Ктиторами» чи «титарями» пізніше називали й церковних старост.
Запрошував на служіння клірика та членів причету, опікувався церковним і господарським життям храму, з благословення настоятеля храму та дозволу парафіяльної громади міг розпоряджатися визначеною ними частиною набутків храму. Ктитор набував право і навіть передавати це право у спадок. Зображення ктиторів, у тому числі портретні, інколи з невеликою моделлю будови на долоні, були поширені в мистецтві Візантії та країн Балканського півострова.
На українських землях із часів Київської Русі портрети ктиторів поміщали в інтер'єри храмів. У розписах Успенського собору Києво-Печерської лаври є галерея ктиторських зображень. У часи Гетьманщини ктиторами виступали гетьмани і козацькі старшини. Ктиторами церков Запорожжя були також рядові козаки.
У Католицькій церкві така особа називається донатором.

## Зображення ктиторів

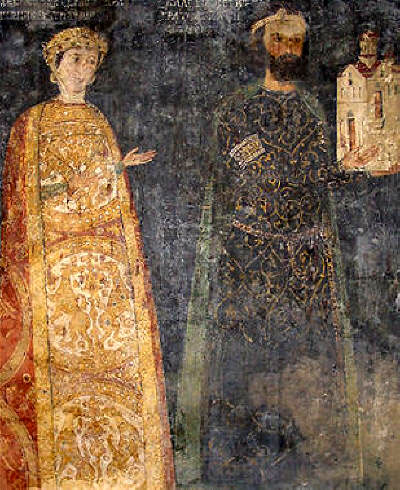
Фрескові портрети болгарського севастократора Калояна та його дружини Десіслави)

У середньовічному мистецтві Візантії, Русі, країн Балканського півострова та Кавказу були поширені зображення ктиторів, нерідко з моделлю споруди в руках.
Відомі зображення ктиторів, що становлять художню або історичну цінність.
- Вірменія
  - Скульптурні зображення ктиторів на зовнішній стіні Церкви Ншан (монастир Ахпат, X століття).
  - Горельєфні зображення ктиторів на щипці східного фасаду храму Аменапркіч (храм Всеспасителя) (монастир Санаїн)
- Болгарія
  - Фрескові портрети ктиторів севастократора Калояна та його дружини Десіслави в Боянської церкві, Бояна.
  - Фрескові портрети ктиторів боярина Радивоя, його дружини, дітей і софійського митрополита Калевіта в Креміковському монастирі
  - Фрескові портрети ктиторів севастократорів Деяна і його дружини Дої в Земенському монастирі
- Туреччина
  - Рельєфні зображення ктиторів на соборі грузинського монастиря Ошки
- Грузія
  - Рельєфні зображення ктиторів на фасаді храму Джварі.
- Молдова
  - Фрескові портрети ктиторів Церкви Успіння в Каушанах (XVIII століття).